# Thamnolaea
A Thamnolaea a madarak osztályának verébalakúak (Passeriformes) rendjébe és a légykapófélék (Muscicapidae) családjába tartozó nem.

## Rendszerezésük
A nemet Jean Cabanis írta le 1850-ben, az alábbi 2 faj tartozik ide:
- vöröshasú szirticsuk (Thamnolaea cinnamomeiventris)
- fehérfejű szirticsuk (Thamnolaea coronata)

Korábban a nembe soroltak egy harmadik fajt, a tükrös szirticsukot (Thamnolaea semirufa) is, de ezt később átsorolták a Monticola nembe a kövirigók közé, így jelenleg Monticola semirufus a tudományos neve.

## Előfordulásuk
Afrikában, a Szahara alatti részén honosak.